# Дальний (Рязанская область)
Дальний — упразднённый посёлок в Милославском районе Рязанской области. Входил в состав Ольшанского сельсовета (ныне территория Горняцкого сельского поселения). Упразднён в 1993 г.

## География
Располагался на левом берегу ручья Барская канава, в 5,5 км к северо-западу от посёлка Молодёжный.

## Название
Название посёлка отражает его дальнее местоположения по отношению к 1-му отделения совхоза «Ольшанский» (поселок Молодежный).

## История
В 1966 году указом президиума ВС РСФСР посёлок второго отделения совхоза «Ольшанский» переименован в Дальний.